# Le Ménil-de-Briouze

Le Ménil-de-Briouze este o comună în departamentul Orne, Franța. În 1 ianuarie 2022 avea o populație de 529 de locuitori.